# When Liberty Burns
When Liberty Burns ist ein Dokumentarfilm von Dudley Alexis, der im März 2020 beim Miami Film Festival erstmals gezeigt wurde.

## Historisches

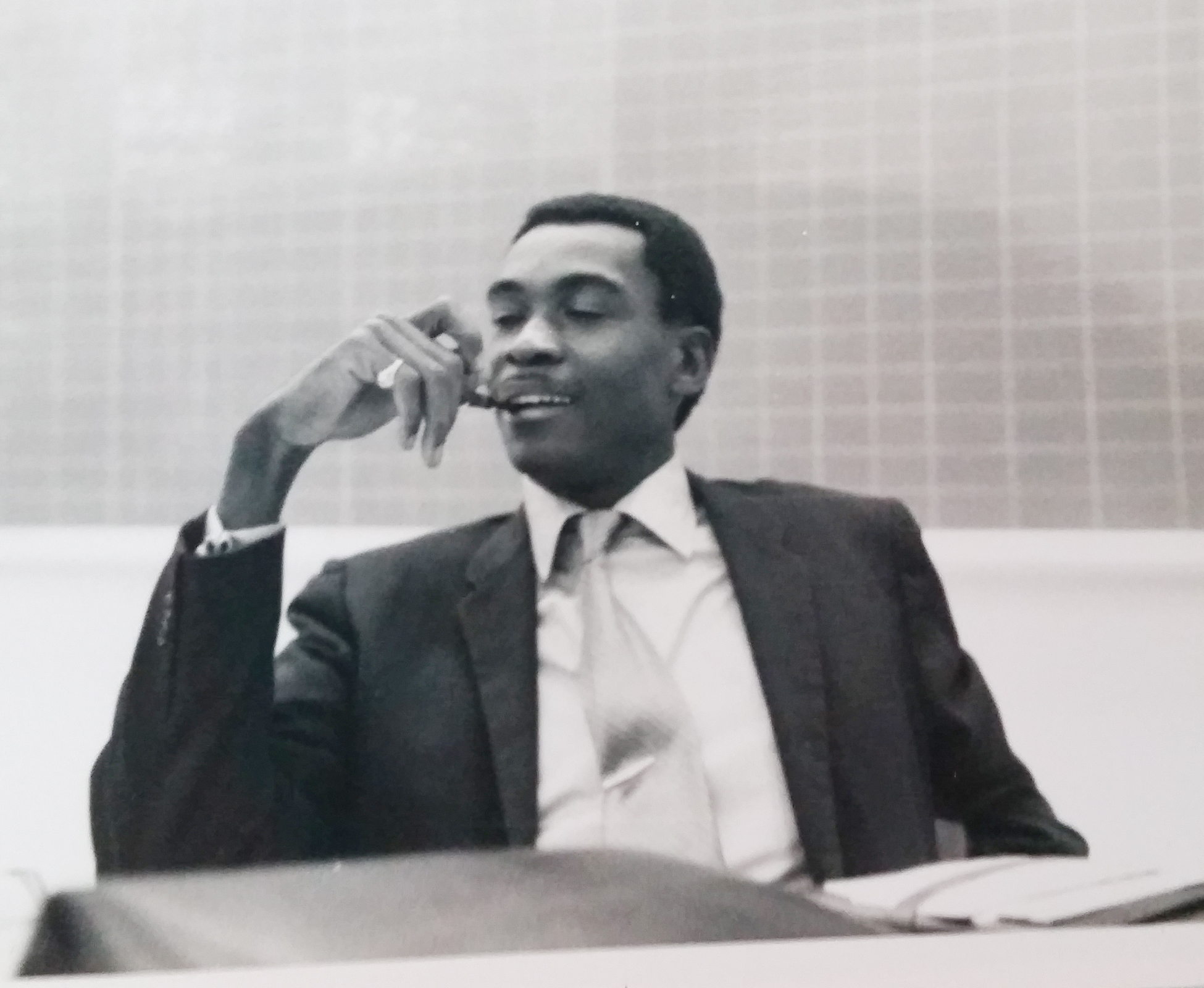
Der Afroamerikaner Arthur McDuffie starb kurz vor Weihnachten 1979, nachdem er von vier weißen Polizisten niedergeprügelt wurde

Am 21. Dezember 1979, kurz vor Weihnachten, verstarb der afroamerikanische Versicherungsvertreter Arthur McDuffie durch die Gewalteinwirkung von vier weißen Cops nach einer achtminütigen Verfolgungsjagd in der Nacht vom 17. Dezember 1979 in Miami. Entgegen ihrer Behauptung, der 33-jährige McDuffie sei bei einem Motorradunfall gestorben, stellte der Gerichtsmediziner fest, dass seine Verletzungen nicht auf einen Unfall zurückgingen. In ihren Aussagen wurde von den Polizisten nach und nach eingeräumt, dass sie ihn an der Ecke North Miami Avenue und 38. Straße gestoppt hatten und danach nicht nur niedergeschlagen, sondern totgeprügelt hatten. Später eintreffende Polizisten hatten anschließend den Tatort so manipuliert, dass das ganze nach einem Unfall aussah. Attorney General Janet Reno klage daraufhin vier Polizisten an, die seit 1973 mehr als 40 Bürgerbeschwerden und 13 interne Ermittlungen gegen sich angesammelt hatten. Aufgrund der „Rassenunruhen“ in Miami fand der Prozess in Tampa statt Trotzdem sprach sie eine nur aus sechs weißen Männern bestehende Jury am 17. Mai 1980 in allen Anklagepunkten frei.
Im Prozess gegen die vier verantwortlichen Polizisten aus dem Bezirk Dade County, Miami, verglich der medizinische Sachverständige Ronald Wright die Verletzungen, die McDuffie durch Polizeiknüppel und Faustschläge zugefügt worden waren, mit denen eines Sturzes aus dem vierten Stock. Weiter erklärte er, McDuffie habe die schlimmsten Schädelverletzungen erlitten, die ihm bei mehr als 3.600 Autopsien untergekommen seien. Nach dem Freispruch zogen annähernd 5.000 Menschen aufgebracht durch die Straßen von Miamis Schwarzenghetto Liberty City. In der Nacht kam es zu Plünderungen von weißen Geschäften und Verwaltungsgebäuden des Miami-Dade Countys, obwohl die National Association for the Advancement of Colored People und Bürgerrechtler Jesse Jackson zur Ruhe aufriefen. Nachdem Gouverneur Bob Graham die Nationalgarde mobilisierte, stoppte die Gewalt bis zum 20. Mai. Die Unruhen hatten insgesamt 18 Tote, 400 Verletzte und 800 Festnahmen gefordert sowie Sachbeschädigungen im Werte von 80 Millionen US-Dollar.
In Folge dieser Ausschreitungen wurde Liberty City unter anderem in der True-Crime-Serie Homicide als desolates und gefährliches Viertel dargestellt.

## Produktion
Dudley Alexis gab mit When Liberty Burns sein Regiedebüt. Die Premiere erfolgte am 7. März 2020 beim Miami Film Festival. Ende August 2020 wurde der Film im Rahmen der Online-Edition des American Black Film Festivals vorgestellt.

## Auszeichnungen
Miami Film Festival 2020
- Nominierung als Bester Dokumentarfilm für den Knight Documentary Achievement Award (Dudley Alexis)
- Auszeichnung mit dem Knight Made in MIA Feature Film Award (Dudley Alexis)[7]